# コガネアジ
コガネアジ（Flavocaranx bajad）は、スズキ目アジ科に属する沿岸性の海水魚の一種である。西はマダガスカルから東は日本まで、インド太平洋の亜熱帯域でよくみられ、ふつう沿岸域の岩礁やサンゴ礁に生息する。側面に橙から黄色の斑をもつのが特徴的であるが、同様の体色をもつ近縁種と識別するには鰭条や稜鱗の数を数を調べる必要がある。強力な肉食魚であり、様々な小魚や甲殻類などを捕食する。性成熟には全長25cm前後で到達する。比較的大型の種であり、最大で全長55cmに達したことが知られている。生息域の全域において時たま漁獲されるが、一般的には混獲によるものだと考えられる。例外的にペルシャ湾南部では漁獲の大半を本種が占めている。

## 分類と命名
アジ科のヨロイアジ属Caragoidesに属するとされてきたが、2022年に本種のみからなるコガネアジ属Flavocaranxに分類が変更された。
本種はスウェーデンの博物学者ペール・フォルスコールによって、紅海から得られた標本をホロタイプとして1775年に初記載された。種小名は本種のアラビア語名に由来する（なお現在ではアラビア語で"bajad"、"bayad"といえばふつうナマズの一種Bagrus bajad を指し、こちらもフォルスコールが学名を付けている）。ここでの"j"は硬口蓋接近音であり英語の"y"の音で発音する。フォルスコールは紅海産の多くの魚類に命名する際に、このようにアラビア語名に由来する種小名をつけていた。ただし、原記載自体はヨハン・ファブリチウスが行っていることから、ファブリチウスを本種の命名者（記載者）とみなす説もある。ファブリチウスははじめサバ属ScomberのクロヒラアジScomber ferdau の亜種Scomber ferdau bajad として本種を記載した。本種は後に独立した種タクソンScomber bajadを与えられ、はじめギンガメアジ属Caranxに、次いでヨロイアジ属に移され、コガネアジ属として独立した。なお、クロヒラアジもヨロイアジ属に移されたのちにナンヨウカイワリ属に分割され、2022年現在の学名はFerdauia ferdau である。
本種はフォルスコールによる記載ののちも3度独立に再命名されている。一度目はクリスチャン・ゴットフリート・エーレンベルクがCaranx immaculatusと命名したが、彼の記載は的確ではなかった。次いで1833年にジョルジュ・キュヴィエがCaranx auroguttatus と命名した。この学名はのちにヨロイアジ属に移されている。最後にCarl Benjamin Klunzingerが1871年に本種を新たな亜種（変種）としてCaranx fulvoguttatus var. flavaと命名した。現在ではFlavocaranx bajadを除く全ての学名は、国際動物命名規約に基づき後行シノニムとして無効とされ、使用されていない。

## 形態

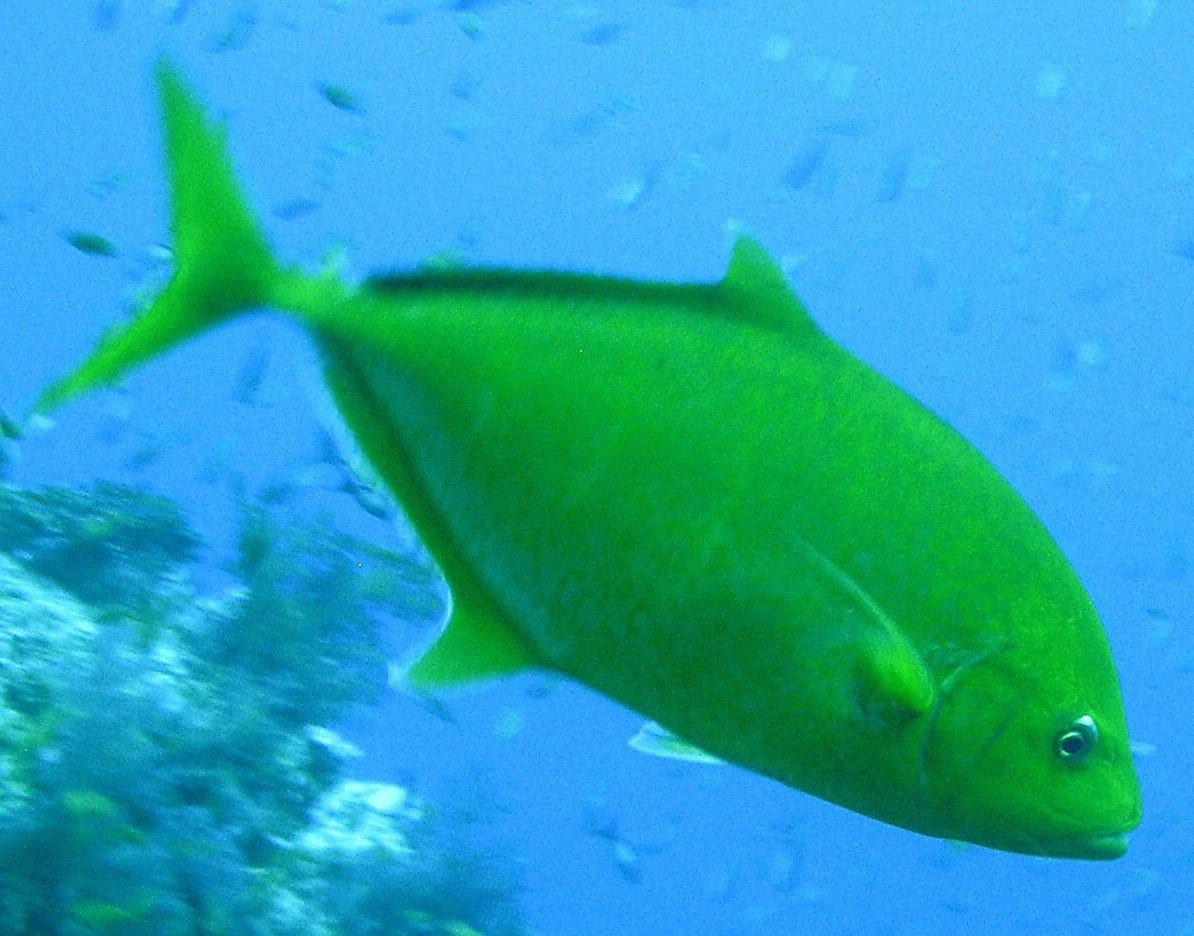
エジプトで撮影された黄色のコガネアジ

旧ヨロイアジ属に典型的な、側偏した幅広の楕円形の体型をもち、輪郭は腹側よりも背側の方がふくらんでいる。比較的大型の種であり、最大で全長55cmに達した記録があるが、よく見られるのは全長42cm以下の個体である。頭部背側の輪郭線は、吻から鰓のあたりにかけて直線状になっている。眼の直径は吻の長さよりも小さい。両顎には絨毛状歯から成る、複数の幅の狭い歯列が存在する。これらの歯列は体前方に行くほど幅が広くなっている。背鰭は二つの部分に分かれており、第一背鰭には8本の棘条が、第二背鰭には1本の棘条とそれに続く24本から26本の軟条が存在する。臀鰭は第二背鰭と、それよりわずかに短いものの相似形をしていて、前方に分離した2本の棘条、そして後方部にある1本の棘条とそれに続く21本から24本の軟条から成る。本種を他種から区別する特徴の一つとして、臀鰭の伸長部の長さが頭部の長さよりも短いことがある。側線は前方部でゆるやかに湾曲し、湾曲部は後方の直線部よりも長い。側線直線部には14から26の鱗と、それに続く20から30の稜鱗（アジ亜科に独特の鱗）が存在する。胸部は完全に鱗に覆われ、腹鰭近くにわずかに鱗の無い部分をもつ場合がある。椎骨数は24、鰓篩数は25から43である。
銀灰色から真鍮色の体色をもち、腹部にかけてはより銀白色を帯びる。多くのはっきりとした橙色から黄色の斑が体側面にあり、このために本種は他種から簡単に区別できる。よく似た同科種のナンヨウカイワリFerdauia orthogrammusやホシカイワリTurrum fulvoguttatumも斑点を持つが、コガネアジの方が斑点の数が多い。体が完全に黄色になる異型も報告されているが、本種は通常の体色とその黄色の体色の間で、体色を迅速に変化させることができると考えられている。ひれの色は透明からレモンイエローであり、鰓蓋に黒い班は見られない。幼魚の体色は青色が強い。

## 分布
インド洋と西太平洋の熱帯・亜熱帯域に生息する。本種の生息域は西はマダガスカルとコモロから、北へ紅海、アデン湾、ペルシャ湾へと広がる。ごく少数しか標本は得られていないが恐らくインド東部にも生息する。生息域東方ではタイランド湾で、南方ではインドネシア、フィリピン、ニューブリテン島でよくみられる。日本では希種であるが、沖縄県や宮崎県で捕獲例があり、和歌山県での生息も確認されている。2005年には地中海で本種が捕獲されたという報告があり、本種がスエズ運河を通り生息域を拡大したことが示唆されている。ただこれについては、「報告の中で用いられた写真に、他にも地中海では見られない種が写っている」として、異議も唱えられている。
沿海性の種であり、岩礁やサンゴ礁で最もよく見られる。水深2mから50mにおいて、単独で、あるいは群れをなして泳いでいるのがみられる。しばしば岩礁やサンゴ礁の端に沿って、周期的に泳ぎ回っているのが観察される。マルクチヒメジParupeneus cyclostomusと混じって群れを作ることもある。

## 生態
コガネアジは遊泳力の高い肉食魚で、小魚、甲殻類、その他のネクトンなど様々な種類の生物を捕食する。平均で尾叉長24.7cmで性成熟に達する。ペルシャ湾で行われた研究では、本種の主な産卵期は6月から9月であることが示唆された。生息域によって産卵期に違いがあるかはまだ分かっていない。同じ研究の中で本種の成長率は季節によって周期的に変動し、11月から4月までの間が最も成長が早く、5月から9月までの間が最も成長が遅いことが分かった。
紅海、エジプトでの調査では2.2％の個体がアニサキス科寄生虫の幼虫の寄生を受けていた。そのほとんどは体腔内に遊離した状態で、あるいは肝臓の表面で発見された。2010年には本種の胆嚢から新種のミクソゾア門粘液胞子虫綱の寄生虫が発見され、本種の種小名にちなんでAuerbachia bajadiと命名された。

## 人間との関係
生息域の全域において延縄や刺し網など様々な漁法で漁獲されるが、そのほとんどは混獲によるもので漁獲量の多くを占めている訳ではない。ただ、ペルシャ湾南部における漁業では本種が重要な漁獲対象となっている。ペルシャ湾南部では、コガネアジは海底のすぐ上部で最もよくみられる種のひとつで、針金で出来た仕掛けで漁獲され地元の市場で鮮魚の状態で取引される。コガネアジとコガネシマアジ(Gnathanodon speciosus )を合わせた漁獲量は年間約1100トンに達する。
UAEにおいては漁船団が発達してきたため、多くの種が乱獲される事態となっているが、本種の漁獲量は依然持続可能なレベルに保たれている。釣りの対象魚となることもある。食用魚である。